# Bulbophyllum cardiobulbum
Bulbophyllum cardiobulbum é uma espécie de orquídea (família Orchidaceae) pertencente ao gênero Bulbophyllum. Foi descrita por Jean Marie Bosser em 1965.